# تكية خاصكي سلطان
تكية خاصكي سلطان أو عمارة خاصكي سلطان (بالتركية: Haseki Hürrem Sultan Kudüs İmareti)‏، و(بالتركية العثمانية: عمارة خاصكي خُرَّم سُلطان بالقدس)‏، كانت عمارة (تكية عثمانية) حساء عامة بُنيت في القدس لإطعام الفقراء في عهد سليمان القانوني. كانت التكية جزءاً من مجمع وقف ضخم بُني في 1552 على يد خاصكي خُرَّم سلطان، المعروفة في الغرب باسم روكسيلانا، الزوجة المفضلة للسلطان سليمان القانوني. ويقال أن التكية كانت تُطعم ما لا يقل عن 500 شخص مرتين في اليوم.

## التسمیة
"خاصكي سلطان" تعني "معشوقة السلطان" نسبة إلى زوجة السلطان سلیمان القانوني الروسیة "روكسلانا" 
، وأمرت بإنشاء مجمع خیريّ كبیر حین رأت الأعداد الھائلة من الزوار والمصلين في المسجد الأقصى.

## مجمع وقف خاصكي سلطان

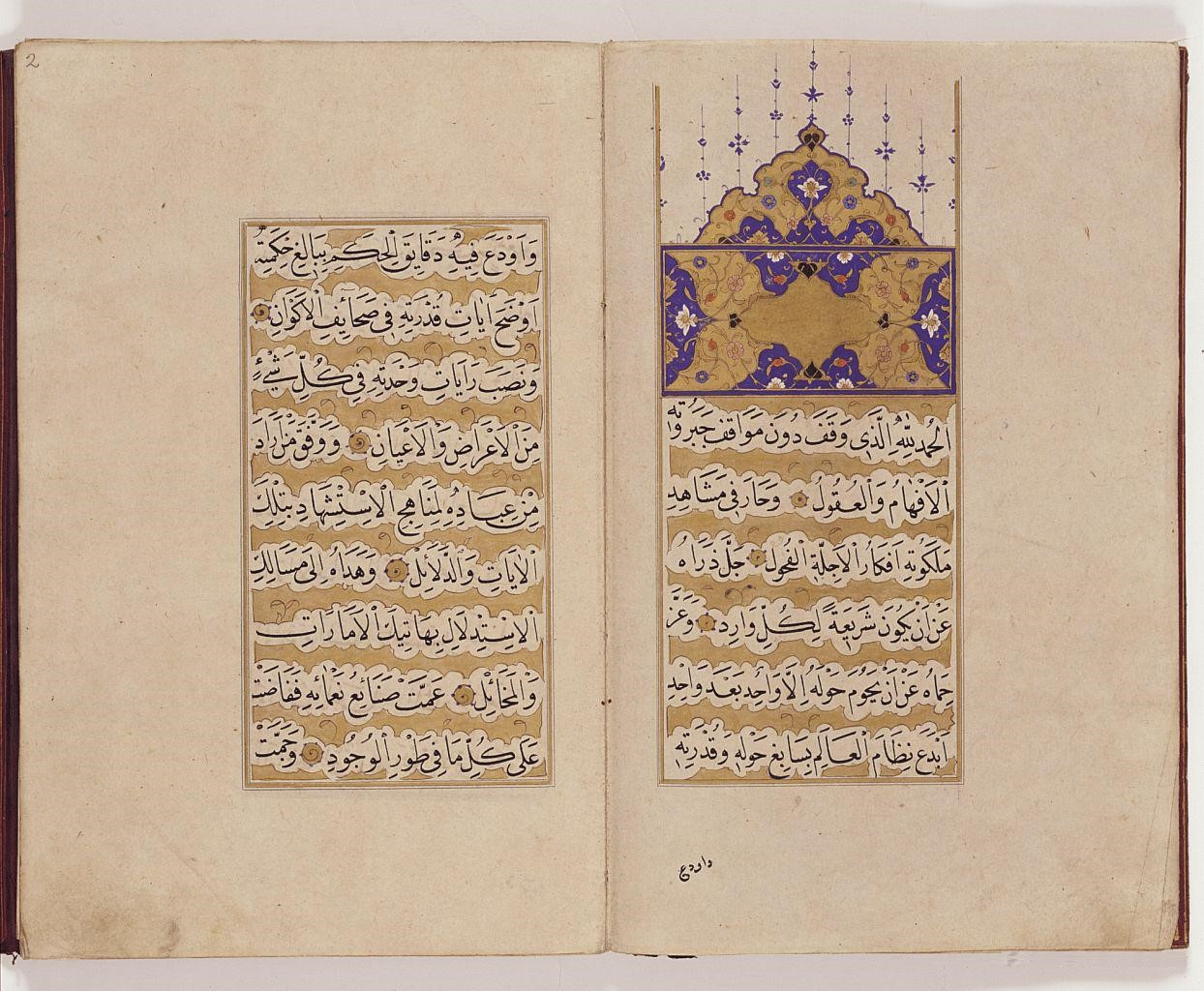
يشير صك وقف خاصكي خرم سلطان إلى مسجد خاصكي خرم سلطان والمدرسة والعمارة، 1556-1557 م (964 هـ).

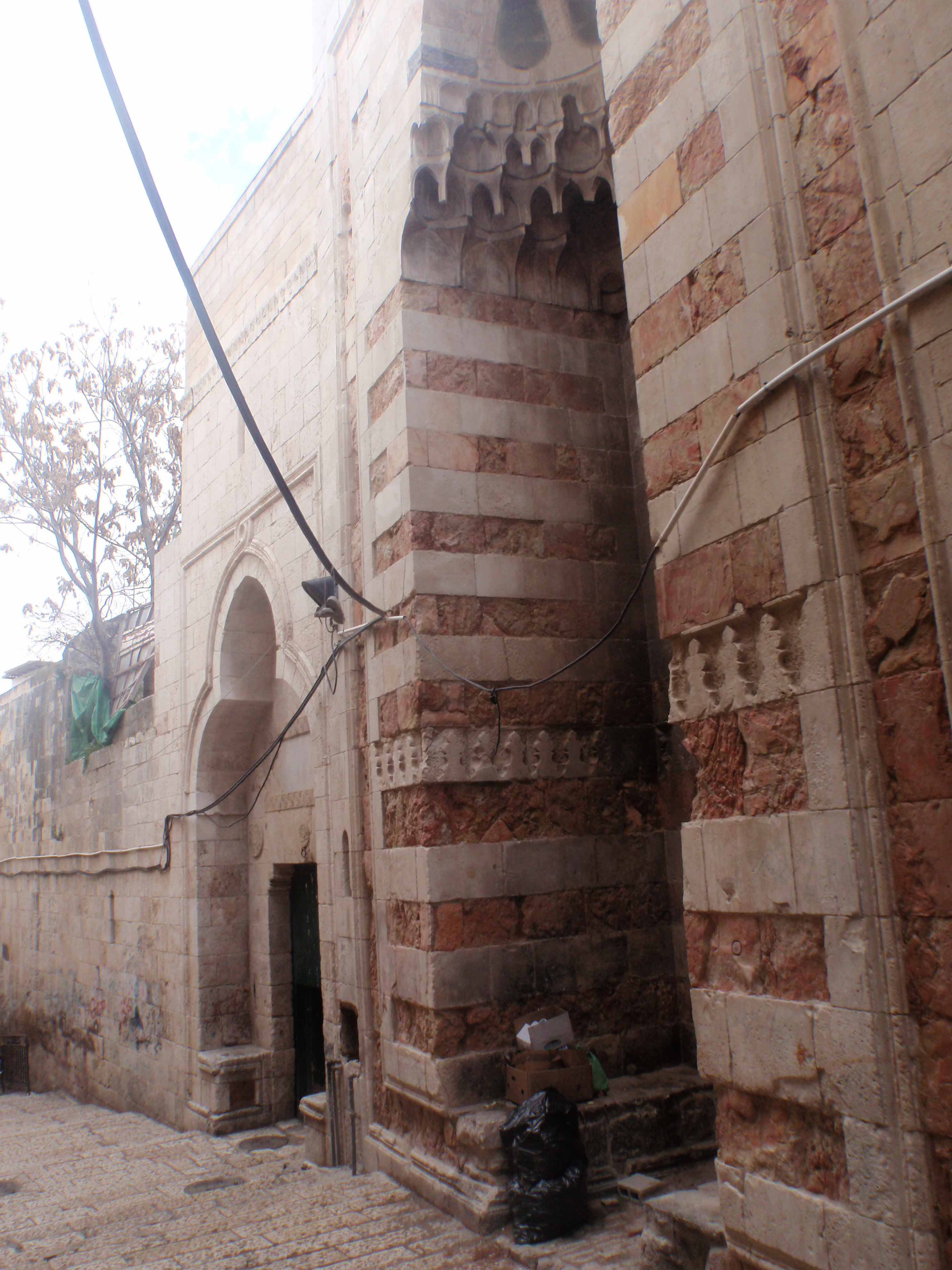
الباب الشمالي للتكية (يسار) بجوار باب القصر السابق للسيدة طنشق باللونين الأحمر والأبيض.

بُني مجمع وقف خاصكي سلطان إبان أوج العصر العثماني. وهو يضم، بالإضافة إلى التكية، مسجداً وزاوية للحجاج من 55 غرفة، ونُزل (خان) للمسافرين.

## تاریخ التكیة
أنشئت تكیة خاصكي على بعد 50 مترًا من المسجد الأقصى في مدینة القدس في فلسطین، وھي ثاني أقدم تكیة بعد تكیة المسجد الإبراھیمي في مدینة الخلیل. قامت زوجة السلطان سلیمان القانوني "روكسلانا" التي زارت القدس عام 1552م بإنشائھا وذلك لتكون موفدا للحجیج القادمین إلى القدس. تعد التكیة من المعالم الأثرية في الأزقة القدسية داخل الحرم القدسيّ، وتعمل التكیة على تقدیم الوجبات الساخنة لروادھا على مدار العام، وخاصة في شھر رمضان على حساب الباب العالي. أما اليوم فقد صارت دائرة الأوقاف الإسلامية في القدس التابعة لوزارة الأوقاف الأردنیة تشرف على التكیة، والتي لا زالت تداوم على تقدیم الطعام للفقراء في المدینة نظرا لارتفاع مستوى المعیشة والغلاء الضریبيّ فیھا، مما یدفع الكثیرین للوصول إلیھا، بل ویصل لطعام إلى بعض البیوت الفقیرة في حال عدم وصولھم إلى التكیة.  

## الأهمية الاقتصادية
استخدمت خاصكي خرم سلطان بموافقة زوجها، عائدات الأصول المختلفة لبناء المجمع وصيانته. وشملت هذه الأصول أراضٍ في فلسطين وطرابلس، فضلاً عن المحلات التجارية والحمامات العامة ومصانع الصابون والمطاحن. يشتمل صك الوقف الخاص بخاصكي خرم سلطان على 195 اسماً جغرافياً و32 تيماراً يقع بالأساس على طول الطريق بين يافا والقدس. وعندما وهبت القرى للوقف، أعيد توجيه نسبة إيراداتها التي كانت تدفع في السابق كضرائب إلى الوقف. والقرى التي دفعت إيراداتها لعمارة خاصكي سلطان هي بيت دجن ويازور وكفرعانة واللد وعنابة والجيب وبيت لحم وبيت جالا وقاقون وغيرها. لم توف عمارة خاصكي سلطان بالمتطلبات الدينية لتقديم الصدقة فحسب، بل عززت النظام الاجتماعي وساعدت الدولة العثمانية في إبراز صورة سياسية للقوة والكرم. لعب الوقف دورًا في تنشيط الحركة التجارية وجذب الناس من مختلف المناطق الى مدينة القدس مما عمل على تنشيط الأسواق وازدهار الحرف المختلفة وتطويرها وتنشيط الإنتاج في مختلف القطاعات الصناعية كصناعة الجلود وتطوير النسيج والبهارات والعطارة.

## الأهمية الدينية
يعد التصدق عنصراً هاماً في الإسلام. حيث يجب على المرء أن يساعد المحتاجين، لضمان مكان له في الجنة. هناك فئتان من الصدقات وردتا في القرآن: الزكاة، وهي فريضة إلزامية على جميع المسلمين؛ والصدقة، وهي العطية الطوعية الموصى بها بشدة. كانت الأوقاف من أكثر أشكال الصدقة شيوعاً. أسس الأوقاف أفراد أثرياء، وخاصة أفراد العائلة الحاكمة، الذين تبرعوا بممتلكاتهم لصالح مجموعة متنوعة من المؤسسات الخيرية على الدوام. وبالتالي، كانت التكيات العامة عبارة عن وقف يوفر الغذاء الأساسي للأشخاص المحتاجين. بالنسبة لوضع عمارة خاصكي سلطان، بنت السلطانة خرم تكية للفقراء في القدس لمنزلتها كمدينة مقدسة، إلى جانب الخليل ومكة والمدينة.

## الآثار الاجتماعية
كانت عمارة خاصكي سلطان أداة للحفاظ على النظام الاجتماعي كسائر العمارات الأخرى في جميع أنحاء الدولة العثمانية. كان الإداريون والموظفون والمستفيدون من العمارة يمثلون التسلسل الهرمي الاجتماعي للمجتمع. كان المسؤولون غالباً ينتمون إلى العائلات النبيلة المحلية، وكان لديهم القدرة على توظيف الأصدقاء والأقارب والعبيد الأحرار كموظفين في العمارة. تحدد الحالة الاجتماعية ترتيب وكمية توزيع الطعام. عند تناول الطعام، كان الموظفون أول من يحصل على مغرفة حساء ورغيفين من الخبز، يليهم الضيوف الذين يحصلون على مغرفة ورغيف واحد، ثم الفقراء الذين يحصلون على أقل كمية من الطعام. وكان هناك أيضاً تسلسل هرمي بين الفقراء؛ فالفقراء المتعلمون يأكلون أولاً، يليهم الرجال، وأخيراً النساء والأطفال. وإذا نفد الطعام، يبقى النساء والأطفال بلا طعام. وبالتالي، لم تكشف العمارة عن التسلسل الهرمي الاجتماعي في القدس فحسب، بل كانت وسيلة فعالة لإبقاء الناس على مستوى واحد.